# レトロ本舗
レトロ本舗（れとろほんぽ）は、日本のスカバンド。2001年神戸元町にて結成。

## メンバー
- あーちゃん（ボーカル）
- かなちゃん（ボーカル) - 2012年11月17日に卒業、2014年4月29日再加入。
- はまちゃん （ギター）
- たくろう （トランペット）
- みーちゃん （トロンボーン）
- じゅんちゃん （オルガン）
- こうじ （ドラム）
- ひろき（ベース）

### 元メンバー
- みっちゃん （トロンボーン） - 2007年3月11日卒業。
- まきちゃん （ボーカル） - 2008年10月18日脱退。
- よねちゃん （ベース） - 2009年脱退。
- パヤシ （ベース） - 2012年脱退。

## ディスコグラフィー

### アルバム
ゴーゴーゴーワイワイワイ （2004年6月2日）ミニアルバム
飛ぶ計画／鴨川に在る喫茶店／大正デモクラシー／みつばのラムネピンポンパン／三月／レトロパレード
初恋朝顔 （2005年2月23日）アルバム
初恋朝顔／日直当番なったなら／綴った風／パッパミシン／長靴でいこう／食堂車のマーチ／犬の名前はチヨコレイト／夕暮れ文庫／明治ランドセルスター／さかあがり
ハッピーバンバン （2006年7月19日）アルバム
ハッピーバンバン／走れ！スクーター！／ビスケットブギウギ／みんなの季節／雨上がり／コーヒーブルース／料理を作っちゃおうソング／ふりむかないで／文房具／チューリップっていいな
ヤァ！ロックンロール！」 （2008年5月21日）アルバム
1 2 3!／ヒット曲／さくさくさくら／音楽会／ラッパズボン／キャッチボール／マッシュルームカットベイビー／レトロ本舗のハッピーショー／ちびっこゴーカート／カレンダーガール／動物園／ニコニコベイビー
買いすぎブギ（2010年11月14日）シングル
買いすぎブギ／映画病／きかんしゃ／ロシアの給食
まんぷくベスト (2011年9月21日)　ベストアルバム
鴨川に在る喫茶店／初恋朝顔／買いすぎブギ／日直当番なったなら／綴った風／走れ！スクーター！／ハッピーバンバン／文房具／みんなの季節　／みつばのラムネピンポンパン／1 2 3!／大正デモクラシー／さくさくさくら　／パッパミシン／飛ぶ計画／さかあがり／食堂車のマーチ／三月／レトロパレード
ニーハオ！ (2014年4月29日)　シングル
ニーハオ／つくばかばん／ボクは探偵

### 参加オムニバス
- SKA BOWL 3 （2004年2月11日）
  - 7. 鴨川に在る喫茶店
  - 8. 明治ランドセルスター
- ドナ丼2 （2004年8月4日）
  - 7. 鴨川に在る喫茶店
- ドナ丼3 （2006年3月29日）
  - 5. チューリップっていいな

## その他
- コナミデジタルエンタテインメントの音楽ゲームに楽曲を提供している。
  - PlayStation 2用ゲームソフト『pop'n music』シリーズ
    - 飛ぶ計画（pop'n music 10 / ジャンル名「レトロポップスカ」）
    - 日直当番なったなら（pop'n music 11 / ジャンル名「レトロポップスカ2」）
    - 走れ！スクーター！（pop'n music 14 FEVER! / ジャンル名「50ccポップ」）

  - アーケードゲーム『Toy'sMarch2』に「初恋朝顔」が収録されている。